# Dark Rise

Dark Rise est un roman fantastique pour jeunes adultes, écrit par l'auteure australienne CS Pacat. Publié le 28 septembre 2021, c'est le premier livre de la série Dark Rise.

## Synopsis
En 1821, en Angleterre, Will Kempen, un orphelin de 17 ans, fuit les assassins de sa mère depuis neuf mois. Bien qu'il ne sache pas pourquoi il est leur cible, il finit par être capturé et emprisonné à bord du navire de Lord Crenshaw, un riche homme d'affaires. Lors de sa captivité, il est témoin d'un massacre causé par une épée magique. Au milieu du chaos qui s'ensuit, Will est sauvé de la noyade par Violet, la fille illégitime à moitié indienne d'un seigneur, et cherche à suivre les traces de son frère Tom et devenir un membre respecté de l'équipage de Crenshaw.
Après avoir entendu un secret de famille la concernant, Violet s'enfuit avec Will et ensemble, ils découvrent une société secrète appelée les Stewards, un ancien ordre de personnes dévouées à la protection du monde contre la magie noire. Ils apprennent alors l'existence d'un puissant roi des ténèbres d'autrefois, dont les Stewards croient qu'il ressuscitera. Avec des raisons de croire que Will est issu d'une lignée dotée d'une magie puissante, les Stewards cherchent à l'entraîner et à libérer sa magie intérieure afin de vaincre le Roi des Ténèbres.

## Réception
Le livre a reçu des critiques mitigées à positives de la part des critiques, avec des éloges pour sa réinterprétation des tropes de la fantasy YA,. Publishers Weekly a écrit que « Pacat utilise des personnages pleinement développés et réalistes, imparfaits, et une mythologie riche, bien que parfois répétitive, pour explorer les questions de foi, de destin et de libre arbitre. »